# Lama (budistični učitelj)
Láma  (sanskrtsko guru, tibetansko བླ་མ་: lama (bla-ma)) je duhovni vodnik ali učitelj v tradiciji tibetanskega budizma. Dobesedno pomeni obtežen – obtežen z znanjem darme. Lama je zelo napreden duhovni učitelj, ki uteleša vse Tri dragulje (zatočišča): Budo, darmo (Budova učenja) in sveto Sango. Je nekdo, ki kaže in vodi učenca po Poti do osvoboditve in razsvetljenja. Lama je lahko redovnik (menih ali nuna) ali laik, moški ali ženska.
Danes je najbolj znan lama, njegova svetost 14. dalajlama, Tenzin Gyatso, ki je tudi posvetni voditelj tibetanskega ljudstva, prejemnik Nobelove nagrade za mir v letu 1989. Obstaja tudi mnogo drugih linij reinkarniranih Tulkujev, kot sta recimo 11. pančenlama in 17. Karmapa.
V Sloveniji od leta 2002 živi in uči lama Šenphen Rinpoče, predstojnik Budistične kongregacije Dharmaling. 